# Großalarm (1977)
Der Film Großalarm (Alternativ Alarmstufe Rot, Originaltitel Red Alert) ist ein US-amerikanischer Thriller aus dem Jahre 1977. Die Regie führte William Hale.

## Handlung
In einem US-amerikanischen Kernkraftwerk kommt es beinahe zum Super-GAU, als eine Kühlwasserleitung durch eine Explosion beschädigt wird und die Kerntemperatur des Reaktors bedrohlich ansteigt. Die Situation wird unter Kontrolle gebracht, und es ist auch keine Radioaktivität freigeworden. Trotzdem weigert sich Commander Henry Stone, der verantwortliche Sicherheitsoffizier, die Türen des Reaktorgebäudes, welche sich durch den Alarm automatisch geschlossen haben, wieder zu öffnen, damit 14 schwerverletzte Männer einer Wartungsmannschaft aus dem Reaktorgebäude evakuiert werden können. Stone ist dafür bekannt, dass er stur auf den Vorschriften herumreitet. Sein Verhalten kostet die 14 Männer das Leben.
Die Sicherheitsbeamten Frank Brolen und Carl Wyche sollen die Ursache für das Unglück ermitteln. Während sie im Kernkraftwerk sind und dort die ersten Untersuchungen durchführen, erscheint Sheriff Sweeney und will mit Howard Ives, dem Chef der Wartungsmannschaft, sprechen, da er ihm die Mitteilung machen muss, dass seine Frau Selbstmord begangen hat. Brolen und Wyche verschweigen dem Sheriff, was im Kernkraftwerk vorgefallen ist, um die Sache geheim zu halten. Sie behaupten einfach, dass Ives im Reaktorgebäude eine wichtige Reparatur durchzuführen habe und deshalb zurzeit nicht zu sprechen sei. Der Sheriff besteht weiterhin hartnäckig darauf, Ives sofort zu sprechen. Brolen kann ihn mit einem Trick abwimmeln. Er ruft einen guten Bekannten an, der sich am Telefon als Minister ausgibt und Sheriff Sweeney klarmacht, dass er innerhalb des Kernkraftwerkes keine polizeilichen Rechte hat. Der Sheriff verschwindet daraufhin, schöpft aber Verdacht, dass im Kernkraftwerk irgendetwas vorgefallen sein muss.
Immer mehr erhärtet sich der Verdacht, dass Sabotage im Spiel ist. Brolen und Wyche sehen sich im Haus von Howard Ives um und finden in seiner Garage Chemikalien, Anleitungen und weitere Dinge, mit denen man Bomben herstellen kann. Sheriff Sweeney hat inzwischen den Abschiedsbrief von Ives Frau erhalten, den sie kurz vor ihrem Selbstmord an die Polizei abgeschickt hat, um sie davor zu warnen, dass ihr Mann im Kernkraftwerk einen Sabotageakt begehen will. Er stellt Brolen und Wyche zur Rede, weshalb sie ihm den Störfall im Kernkraftwerk verschwiegen haben. Außerdem weist er darauf hin, dass der Vorfall offenbar an die Öffentlichkeit gelangt ist, da die Straßen verstopft sind und die Leute versuchen, den nächsten Flughafen zu erreichen. Brolen vermutet, dass sein Kollege Wyche daran schuld ist, da er mit seiner Frau Judy telefoniert hat, damit sie sich mit den Kindern in Sicherheit bringt. Er ist zunächst über das Verhalten seines Kollegen verärgert, zeigt aber später dafür Verständnis. Brolen und Wyche sorgen dafür, dass Sheriff Sweeney aus dem Verkehr gezogen und unter Arrest gestellt wird, damit er sich nicht mehr in ihre Ermittlungen einmischen kann.
Howard Ives hatte eine Tochter, die einer radikalen Umweltorganisation angehörte und tödlich verunglückt ist, als sie von der Polizei verfolgt wurde. Vermutlich ist der Tod seiner Tochter der Auslöser für sein Verhalten. Brolen und Wyche studieren die Zeichnungen und stellen fest, dass Ives hätte fünf Bomben legen müssen, um das Kühlsystem des Reaktors so außer Gefecht zu setzen, dass ein Super-GAU nicht mehr verhindert werden kann. Also müssen sie davon ausgehen, dass sich noch Bomben im Reaktorgebäude befinden, die nicht explodiert sind. Gegen den Willen Commander Stones verschaffen sich die beiden Zutritt zum immer noch verschlossenen Reaktorgebäude. Dort finden sie Ives lebend vor, der dann aber an seinen Verletzungen stirbt. Auch bestätigt sich, dass die anderen Männer der Wartungsmannschaft tot sind. Die restlichen Bomben werden gefunden und entschärft, bevor sie explodieren können. Ein automatischer Wartungskran setzt sich plötzlich in Bewegung, um den Reaktorbehälter zu öffnen. Brolen und Wyche können mit vereinten Kräften im letzten Moment verhindern, dass sich der Kranhaken einhakt, um den tonnenschweren Deckel des Behälters zu entfernen.

## Kritiken
Das Lexikon des internationalen Films schrieb:„Konventionell inszeniertes Fernsehspiel, das die Möglichkeit eines Reaktor-Unfalls auf die Ebene einer persönlichen Rache herunterspielt und vorgaukelt, dass die Tapferen immer zur Stelle sind, wenn das China-Syndrom (Kernschmelze) die Menschheit bedroht“.
Die Fernsehzeitschrift TV Spielfilm urteilte:„Fernsehthriller mit langer Halbwertzeit“.